# Kahuna (jeu)
Pour les articles homonymes, voir Kahuna.
 (décembre 2017).
- Si vous ne connaissez pas le sujet, laissez ce bandeau (vous pouvez alors contacter les auteurs).
- Si vous supprimez le contenu mis en cause (vous pouvez préalablement contacter les auteurs),

argumentez précisément cette suppression dans la page de discussion
(un manque de référence n'est pas un argument ; une recherche réelle de référence doit avoir été effectuée, être formellement documentée).
 (décembre 2017).
Si vous disposez d'ouvrages ou d'articles de référence ou si vous connaissez des sites web de qualité traitant du thème abordé ici, merci de compléter l'article en donnant les références utiles à sa vérifiabilité et en les liant à la section « Notes et références ».
Kahuna est un jeu de société créé par Günter Cornett (de) en 1998 et édité par Kosmos.
Pour 2 joueurs, de 10 à 120 ans pour environ 30 minutes.

## Principe général
Les joueurs (grands prêtres polynésiens) créent des ponts entre les îles d’un atoll du Pacifique et tentent de devenir et de rester maître d’un maximum d’îles.

## Historique
Le jeu a d'abord été édité en tirage limité sous le nom d’Arabana Ikibiti. Une version pour 2 à 4 joueurs a été éditée en 2003 chez Tilsit sous le nom de Kanaloa.

## Récompense
- As d'or Jeu de l'année  2000[réf. nécessaire]